# Air de cour

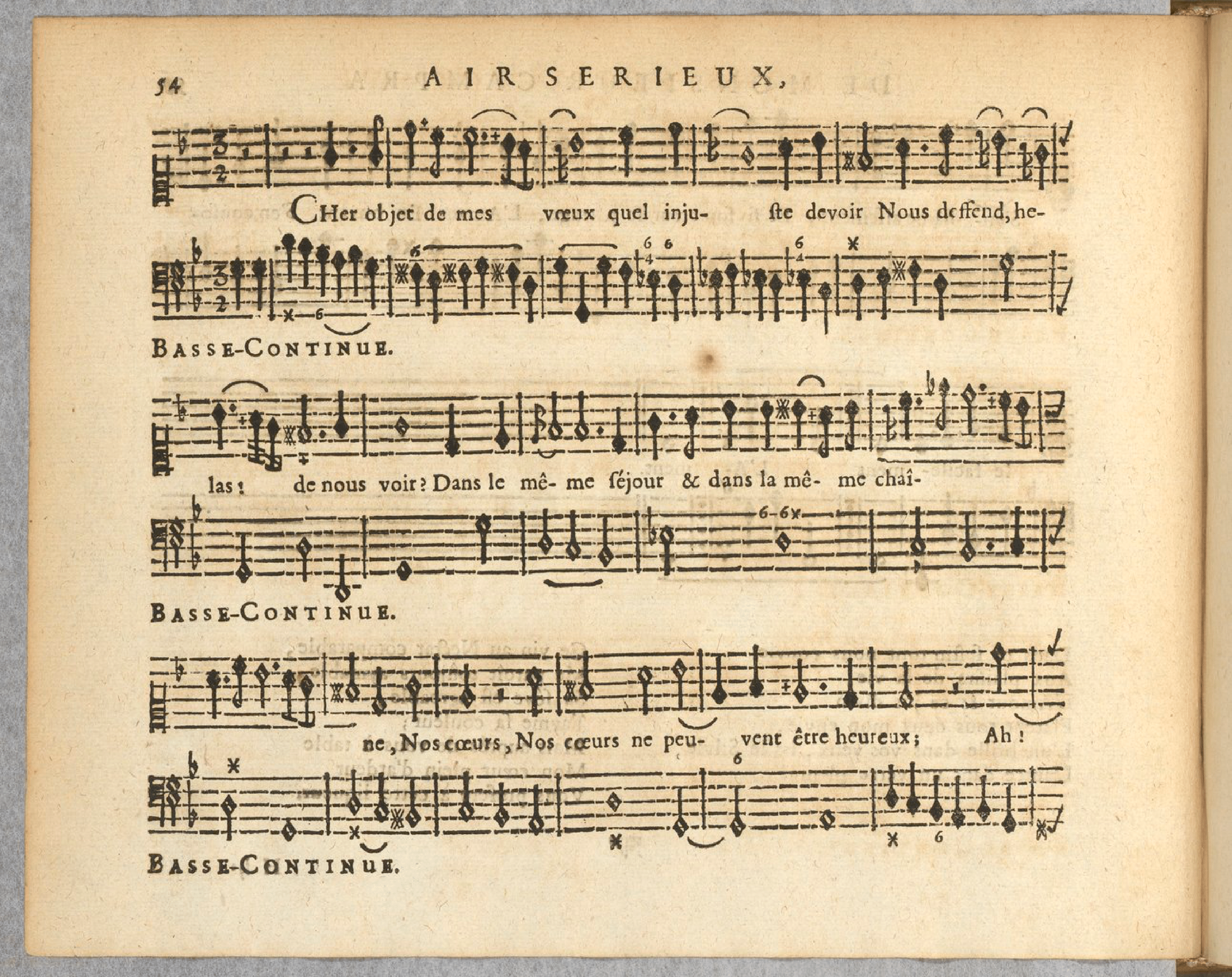
Air de cour-liedtekst voor Air Serieux, door de Franse componist Louis de La Coste (1675-1750).

Air de cour (Frans: letterlijk, Lied van het hof) is een initieel vocaal muziekgenre uit de Franse renaissance en barok. De liederen behorende tot dit genre werden vanaf het einde van de 16e eeuw aan het Franse hof gezongen en later ook in sociëteiten voor de burgerij. Het genre kenmerkt zich door ingetogen, seculiere liederen op poëtische teksten, meestal meerstemmig uitgevoerd in een homofone stijl met een verticale structuur, waarbij alle stemmen gezamenlijk in akkoorden bewegen en de verstaanbaarheid van de liedtekst centraal staat. Pas veel later werden de liederen gecombineerd met instrumentale muziek.

## Etymologie
Het Franse woord "air" is afgeleid van het Latijnse "aer" (lucht). In de loop van de 16e eeuw kreeg het woord 'air', in muzikale contexten, een extra betekenis, namelijk een herkenbare melodie, eenvoudig en aangenaam, geschikt om op te zingen. De initiële betekenis was dus zoiets als: "luchtige, vloeiende melodie". Deze betekenis is langzaam veranderd naar een melodie met tekst, kortom wat men tegenwoordig een 'lied' zou noemen. "cour" betekent (hof). Daarmee is "air de cour" letterlijk: Lied van het hof en wordt het doorgaans vertaald als: Hoflied.

## Geschiedenis
Halverwege de 15e eeuw werden zowel de kunst als de muziek beïnvloed door het opkomende secularisme in Frankrijk, dit werd mede aangemoedigd door het cultuurbeleid van de laatste Valois-koningen. Zo ontstonden er kunstcentra geleid door filantropische prinsen, sociëteiten van hoogopgeleiden, of door vrouwen uit de adel of de burgerij. Deze nodigde dichters van aanzien uit zoals La Pléiade, evenals modern ingestelde muzikanten, die een nieuwe vorm van lyrische poëzie creëerden, geïnspireerd op de klassieke oudheid en eigentijdse Italiaanse werken. Deze liederen werden bekend als L'air de Cour.
Tijdens de regeerperiode van Lodewijk XIII bevorderde air de cour een verfijnde sociale cultuur, gekenmerkt door muzikale 'hoffelijkheid'. Air de cour werd een essentieel onderdeel van koninklijk amusement en hofballetten, voornamelijk bestaande uit korte hoofse gedichten op muziek. De populariteit van het genre breidde zich uit tot in literaire, aristocratische en burgerlijke kringen.

## Subgenres
Air de cour heeft een aantal subgenres, de volgende vier zijn vaak genoemde subgenres.
- Air galant - Gericht op galanterie, dus verfijnde liefde, amoureuze spelletjes, vaak subtiel of zinnelijk van toon. Dit subgenre was populair bij de adel.
- Air à boire - Letterlijk: ‘drinklied’. Vaak luchtiger of speelser van karakter, soms zelfs boertig, bedoeld voor een meer informele context.
- Air spirituel - Met religieuze of moralistische inhoud, maar nog steeds seculier in vorm — dus niet voor de kerk bedoeld, maar voor privédevotie of -reflectie.
- Air de ballet - Muziek die verbonden is aan hofballetten; de air de cour werd hierin verweven met dans, vaak als afsluiting van scènes.

## Componisten
Componisten van air de cour-liederen.
- Adrian Le Roy (ca.1520–1598)
- Nicolas de La Grotte (1530–ca.1600)
- Charles Tessier (ca.1550–na 1604)
- Jacques Mauduit (1557–1627)
- Pierre Guédron (ca.1570–ca.1620)
- François Richard (ca.1585–1650)
- Antoine Boësset (1586–1643)
- Étienne Moulinié (ca.1600–ca.1669)
- Jean de Cambefort (ca.1605–1661)
- Jacques de Gouy († na 1650)
- Bénigne de Bacilly (ca.1625–1690)
- Joseph Chabanceau de La Barre (1633–1678)
- Gabriel Bataille (ca.1575–1630)
- Michel L'Affilard (ca.1656–1708)
- Jean-Baptiste Drouard de Bousset (1662–1725)

## Media
Een tweetal voorbeelden van air de cour.
|  |  |